# Thật Phong Lương Tú
Thật Phong Lương Tú (zh. 實峰良秀, ja. jippō ryōshū), 1318-1405, là một vị Thiền sư Nhật Bản thuộc tông Tào Động, một trong năm vị đại đệ tử của Thiền sư Nga Sơn Thiều Thạc (zh. 峨山韶碩, ja. gasan jōseki, 1275-1365). Sư là một người rất tài năng uyên bác. Tương truyền rằng, khi nhìn thấy Thập mục ngưu đồ, Sư phát tâm quyết chí tu học thiền. Sư lưu lại nơi Nga Sơn hơn mười năm giữ chức thị giả. Sư có công khai sáng Vĩnh Trường tự (ja. eishō-ji) tại Bitchū. Môn đệ của Sư hoằng hoá khắp nước Nhật.